# 岑参
岑 参（しん しん、715年 - 770年）は、中国唐の詩人。本貫は南陽郡棘陽県。岑嘉州とも称する。詩人の高適と並び称される。曾祖父は岑文本。祖父は岑景倩。父は岑植。

## 略歴
天宝3載（744年）の進士。長く節度使の幕僚として西域にあったが、安禄山の乱があった至徳2載（757年）に粛宗がいた鳳翔にはせ参じて、杜甫らの推挙により右補闕となり、その10月には粛宗に従って長安に赴く。乾元2年（759年）に虢州の刺史となり、宝応元年（762年）に太子中允・殿中侍御史となり関西節度判官を兼ね、永泰元年（765年）に嘉州の刺史となった。大暦3年（768年）、官を辞して故郷に帰ろうとしたが途中で反乱軍に阻まれて成都にとどまり、大暦5年（770年）にその地で没する。享年56。

## 詩人としての彼
戦地にあること十余年、その詩は悲憤慷慨するところあり、「識度清遠、議論雅正」と同時代人に評せられる。著に『岑嘉州集』7巻がある。岑参死後30年に子の岑佐公が遺文を收集し、杜確が『岑嘉州詩集』8卷を編修した。403首が現存し70余首が辺塞詩、「感旧賦」一篇と「招北客文」一篇が墓碑銘である。
| 胡笳曲送顔真卿使赴隴西 |                                     |
| 君不聞胡笳聲最悲       | 君聞かずや胡笳の声 最も悲しきを     |
| 紫髯緑眼胡人吹         | 紫髯緑眼胡人吹く                    |
| 吹之一曲猶未了         | 之を吹く一曲猶未だ了らず            |
| 愁殺楼蘭征戍児         | 愁殺す 楼蘭征戍の児                 |
| 涼秋八月蕭關道         | 涼秋八月蕭関の道                    |
| 北風吹断天山草         | 北風吹断す 天山の草                 |
| 崑崙山南月欲斜         | 崑崙の山南にて 月は斜めならんと欲す |
| 胡人向月吹胡笳         | 胡人月に向かって胡笳を吹く          |
| 胡笳怨兮将送君         | 胡笳の怨みまさに君を送らんとす      |
| 秦山遙望隴山雲         | 秦山遙かに望む 隴山の雲             |
| 邊城夜夜多愁夢         | 邊城夜夜 愁夢多し                   |
| 向月胡笳誰喜聞         | 月に向かって胡笳 誰か聞くを喜ばん   |